# جان چادویک
جان چادویک (انگلیسی: John Chadwick; ۲۱ مهٔ ۱۹۲۰ – ۲۴ نوامبر ۱۹۹۸) استاد دانشگاه، باستان‌شناس و لغت‌شناسان اهل بریتانیا و از اعضای آکادمی بریتانیا بود.